# Dagenham & Redbridge F.C.
Dagenham & Redbridge FC (/ˈdæɡənəm ... ˈrɛdbrɪdʒ/) là một câu lạc bộ bóng đá chuyên nghiệp có trụ sở tại Dagenham, Anh. Đội bóng hiện thi đấu tại National League và có sân nhà ở Victoria Road.

## Danh hiệu
League Two (Giải hạng 4)
- Đội thắng trận Play-off mùa giải 2009–10[4]

Conference National (Giải hạng 5)
- Nhà vô địch mùa giải 2006–07[5][6]

Isthmian League Premier Division (Giải hạng 6)
- Nhà vô địch mùa giải 1999–2000

FA Trophy
- Á quân mùa giải 1996–97

Essex Senior Cup
- Nhà các vô địch mùa giải 1997–98, 2000–01
- Á quân mùa giải 2001–02